# Serie A1 2008-2009 (pallavolo maschile)
La Serie A1 italiana di pallavolo maschile 2008-2009 si è svolta dal 27 settembre 2008 al 17 maggio 2009: al torneo hanno partecipato quattordici squadre di club italiane e la vittoria finale è andata per la prima volta alla Pallavolo Piacenza.

## Regolamento
Le squadre hanno disputato un girone all'italiana, con gare di andata e ritorno, per un totale di ventisei giornate; al termine della regualar season:
- Le prime otto classificate hanno acceduto ai play-off scudetto, strutturati in quarti di finale, semifinali e finale, tutte giocate al meglio di tre vittorie su cinque gare.
- Le ultime due classificate sono retrocesse in Serie A2.

## Squadre partecipanti
Al campionato di Serie A1 2008-09 hanno partecipato quattordici squadre: quelle neopromosse dalla Serie A2 sono state il Callipo Sport, vincitrice del campionato, e il Volley Forlì, vincitrice dei play-off promozione; due squadre che hanno avuto il diritto di partecipazione, ossia la Sparkling Volley Milano e la M. Roma Volley, hanno rinunciato all'iscrizione: la prima ha ceduto il titolo sportivo alla Pallavolo Pineto, mentre al posto della seconda è stato ripescato il BluVolley Verona.
| Club             | Città         | Palazzetto                        | Stagione precedente                                |
| ---------------- | ------------- | --------------------------------- | -------------------------------------------------- |
| Piemonte         | Cuneo         | PalaBreBanca Cuneo                | 2ª in Serie A1; Semifinali play-off scudetto       |
| Forlì            | Forlì         | PalaGalassi Forlì                 | 4ª in Serie A2; Vincitrice play-off promozione     |
| Lube             | Macerata      | PalaFontescodella Macerata        | 5ª in Serie A1; Quarti di finale play-off scudetto |
| Modena           | Modena        | PalaPanini Modena                 | 8ª in Serie A1; Quarti di finale play-off scudetto |
| Gabeca           | Montichiari   | PalaGeorge Montichiari            | 7ª in Serie A1; Quarti di finale play-off scudetto |
| Sempre Padova    | Padova        | PalaFabris Padova                 | 11ª in Serie A1                                    |
| Perugia          | Perugia       | PalaEvangelisti Perugia           | 10ª in Serie A1                                    |
| Piacenza         | Piacenza      | PalaBanca Piacenza                | 6ª in Serie A1; Finale play-off scudetto           |
| Pineto           | Pineto        | PalaMaggetti Roseto degli Abruzzi | 13ª in Serie A2                                    |
| Prisma Taranto   | Taranto       | PalaWojtyla Martina Franca        | 12ª in Serie A1                                    |
| Trentino         | Trento        | PalaTrento Trento                 | 1ª in Serie A1; Campione d'Italia                  |
| Treviso          | Treviso       | PalaVerde Villorba                | 3ª in Serie A1; Quarti di finale play-off scudetto |
| BluVolley Verona | Verona        | PalaOlimpia Verona                | 2ª in Serie A2; Finale play-off promozione         |
| Callipo          | Vibo Valentia | PalaValentia Vibo Valentia        | 1ª in Serie A2                                     |

## Torneo

### Regular season

#### Risultati
| Prima giornata |                     |     |                                   |
|                |                     |     |                                   |
| 28-09          | Taranto-Perugia     | 2-3 | 19-25, 19-25, 25-19, 25-23, 12-15 |
| 29-09          | Montichiari-Modena  | 3-0 | 25-22, 25-22, 25-19               |
| 28-09          | Padova-Piacenza     | 0-3 | 23-25, 18-25, 21-25               |
| 28-09          | Pineto-Macerata     | 2-3 | 25-23, 27-25, 19-25, 24-26, 9-15  |
| 27-09          | Trento-Forlì        | 3-0 | 25-18, 33-31, 27-25               |
| 28-09          | Treviso-Verona      | 2-3 | 22-25, 25-15, 25-19, 20-25, 12-15 |
| 28-09          | Vibo Valentia-Cuneo | 0-3 | 17-25, 21-25, 16-25               |

| Seconda giornata |                        |     |                                   |
|                  |                        |     |                                   |
| 05-10            | Cuneo-Pineto           | 3-0 | 25-22, 28-26, 25-16               |
| 05-10            | Forlì-Treviso          | 0-3 | 23-25, 19-25, 20-25               |
| 04-10            | Macerata-Taranto       | 3-0 | 27-25, 25-21, 25-22               |
| 05-10            | Modena-Padova          | 3-0 | 34-32, 25-22, 25-17               |
| 05-10            | Perugia-Montichiari    | 3-1 | 25-20, 20-25, 25-21, 32-30        |
| 05-10            | Piacenza-Vibo Valentia | 2-3 | 23-25, 29-27, 23-25, 25-19, 13-15 |
| 06-10            | Verona-Trento          | 3-2 | 27-25, 27-25, 20-25, 22-25, 15-11 |

| Terza giornata |                        |     |                                   |
|                |                        |     |                                   |
| 12-10          | Montichiari-Cuneo      | 3-0 | 27-25, 26-24, 25-23               |
| 12-10          | Perugia-Forlì          | 2-3 | 23-25, 25-15, 25-23, 23-25, 11-15 |
| 11-10          | Pineto-Taranto         | 2-3 | 19-25, 25-23, 25-21, 21-25, 11-15 |
| 12-10          | Trento-Padova          | 3-1 | 25-17, 25-21, 21-25, 25-23        |
| 13-10          | Treviso-Piacenza       | 2-3 | 23-25, 21-25, 21-25, 25-20, 12-15 |
| 12-10          | Verona-Modena          | 2-3 | 25-18, 25-23, 22-25, 25-27, 7-15  |
| 12-10          | Vibo Valentia-Macerata | 0-3 | 23-25, 19-25, 21-25               |

| Quarta giornata |                      |     |                                   |
|                 |                      |     |                                   |
| 20-10           | Cuneo-Piacenza       | 3-0 | 25-16, 26-24, 28-26               |
| 19-10           | Forlì-Pineto         | 1-3 | 19-25, 29-27, 24-26, 20-25        |
| 19-10           | Macerata-Perugia     | 3-0 | 25-19, 25-19, 25-15               |
| 19-10           | Taranto-Verona       | 3-1 | 25-15, 23-25, 25-20, 25-19        |
| 18-10           | Modena-Treviso       | 2-3 | 20-25, 25-19, 20-25, 25-23, 11-15 |
| 19-10           | Padova-Montichiari   | 1-3 | 25-23, 21-25, 16-25, 17-25        |
| 19-10           | Vibo Valentia-Trento | 1-3 | 27-25, 15-25, 14-25, 21-25        |

| Quinta giornata |                      |     |                            |
|                 |                      |     |                            |
| 26-10           | Montichiari-Forlì    | 3-0 | 25-20, 25-21, 27-25        |
| 25-10           | Perugia-Padova       | 3-0 | 25-22, 25-14, 25-20        |
| 26-10           | Piacenza-Modena      | 3-0 | 25-19, 25-23, 25-18        |
| 26-10           | Pineto-Vibo Valentia | 3-1 | 21-25, 25-22, 25-22, 25-18 |
| 27-10           | Trento-Macerata      | 3-1 | 18-25, 25-16, 25-22, 25-11 |
| 26-10           | Treviso-Taranto      | 3-0 | 25-19, 25-14, 25-11        |
| 26-10           | Verona-Cuneo         | 3-1 | 25-21, 23-25, 27-25, 25-22 |

| Sesta giornata |                       |     |                            |
|                |                       |     |                            |
| 02-11          | Cuneo-Modena          | 3-0 | 25-18, 25-23, 25-21        |
| 02-11          | Forlì-Piacenza        | 0-3 | 21-25, 23-25, 17-25        |
| 02-11          | Macerata-Verona       | 3-0 | 25-21, 25-19, 25-22        |
| 03-11          | Taranto-Montichiari   | 3-1 | 25-23, 21-25, 27-25, 25-18 |
| 02-11          | Padova-Treviso        | 1-3 | 18-25, 26-28, 25-20, 21-25 |
| 02-11          | Trento-Pineto         | 3-0 | 25-15, 25-19, 25-16        |
| 01-11          | Vibo Valentia-Perugia | 1-3 | 22-25, 25-21, 21-25, 21-25 |

| Settima giornata |                       |     |                                   |
|                  |                       |     |                                   |
| 09-11            | Macerata-Cuneo        | 3-0 | 25-23, 25-23, 25-20               |
| 09-11            | Taranto-Forlì         | 1-3 | 23-25, 25-23, 23-25, 22-25        |
| 09-11            | Modena-Trento         | 2-3 | 25-23, 13-25, 25-20, 24-26, 11-15 |
| 09-11            | Montichiari-Pineto    | 3-1 | 25-21, 24-26, 25-21, 25-16        |
| 08-11            | Piacenza-Perugia      | 3-0 | 25-23, 25-19, 29-27               |
| 09-11            | Treviso-Vibo Valentia | 1-3 | 23-25, 29-27, 20-25, 30-32        |
| 10-11            | Verona-Padova         | 3-1 | 25-23, 30-32, 25-19, 25-21        |

| Ottava giornata |                       |     |                            |
|                 |                       |     |                            |
| 16-11           | Forlì-Cuneo           | 3-1 | 22-25, 25-20, 25-19, 25-23 |
| 15-11           | Montichiari-Verona    | 0-3 | 23-25, 25-27, 25-21        |
| 16-11           | Padova-Macerata       | 1-3 | 25-16, 26-28, 10-25, 23-25 |
| 16-11           | Perugia-Treviso       | 1-3 | 25-21, 22-25, 20-25, 23-25 |
| 17-11           | Pineto-Modena         | 3-0 | 25-19, 25-18, 25-22        |
| 16-11           | Trento-Piacenza       | 3-0 | 25-15, 25-20, 40-38        |
| 16-11           | Vibo Valentia-Taranto | 3-0 | 25-23, 25-20, 25-22        |

| Nona giornata |                      |     |                                   |
|               |                      |     |                                   |
| 23-11         | Cuneo-Trento         | 3-2 | 25-22, 22-25, 22-25, 25-18, 16-14 |
| 23-11         | Macerata-Forlì       | 3-0 | 25-20, 25-15, 25-15               |
| 22-11         | Taranto-Padova       | 2-3 | 26-24, 27-25, 21-25, 18-25, 9-15  |
| 23-11         | Modena-Vibo Valentia | 3-1 | 19-25, 27-25, 25-19, 25-21        |
| 24-11         | Piacenza-Montichiari | 1-3 | 26-24, 24-26, 22-25, 22-25        |
| 23-11         | Treviso-Pineto       | 1-3 | 22-25, 25-20, 21-25, 20-25        |
| 23-11         | Verona-Perugia       | 0-3 | 21-25, 18-25, 30-32               |

| Decima giornata |                      |     |                                  |
|                 |                      |     |                                  |
| 30-11           | Taranto-Modena       | 3-1 | 22-25, 25-17, 25-23, 25-22       |
| 29-11           | Padova-Forlì         | 3-1 | 25-14, 25-17, 23-25, 25-22       |
| 01-12           | Perugia-Cuneo        | 1-3 | 22-25, 16-25, 28-26, 22-25       |
| 30-11           | Pineto-Piacenza      | 1-3 | 24-26, 16-25, 26-24, 23-25       |
| 30-11           | Trento-Montichiari   | 3-0 | 25-22, 25-23, 25-22              |
| 30-11           | Treviso-Macerata     | 0-3 | 23-25, 22-25, 17-25              |
| 30-11           | Vibo Valentia-Verona | 3-2 | 25-18, 19-25, 23-25, 25-20, 15-9 |

| Undicesima giornata |                     |     |                                   |
|                     |                     |     |                                   |
| 07-12               | Cuneo-Padova        | 3-0 | 25-14, 25-23, 37-35               |
| 08-12               | Forlì-Vibo Valentia | 0-3 | 15-25, 20-25, 20-25               |
| 06-12               | Modena-Macerata     | 3-2 | 25-19, 25-22, 19-25, 18-25, 18-16 |
| 07-12               | Montichiari-Treviso | 3-1 | 25-23, 21-25, 29-27, 25-22        |
| 07-12               | Perugia-Trento      | 0-3 | 21-25, 22-25, 20-25               |
| 07-12               | Piacenza-Taranto    | 3-0 | 25-15, 25-21, 25-21               |
| 07-12               | Verona-Pineto       | 3-1 | 25-21, 32-30, 21-25, 25-22        |

| Dodicesima giornata |                      |     |                                   |
|                     |                      |     |                                   |
| 14-12               | Macerata-Montichiari | 3-2 | 21-25, 25-20, 25-18, 21-25, 15-12 |
| 14-12               | Taranto-Cuneo        | 0-3 | 22-25, 20-25, 22-25               |
| 14-12               | Modena-Forlì         | 1-3 | 22-25, 16-25, 25-21, 20-25        |
| 15-12               | Pineto-Perugia       | 0-3 | 19-25, 21-25, 17-25               |
| 14-12               | Treviso-Trento       | 3-1 | 25-19, 25-21, 25-27, 25-21        |
| 14-12               | Verona-Piacenza      | 2-3 | 21-25, 22-25, 25-21, 25-22, 14-16 |
| 14-12               | Vibo Valentia-Padova | 3-2 | 29-27, 15-25, 26-24, 23-25, 15-11 |

| Tredicesima giornata |                           |     |                                   |
|                      |                           |     |                                   |
| 21-12                | Cuneo-Treviso             | 3-1 | 25-21, 23-25, 25-22, 28-26        |
| 21-12                | Forlì-Verona              | 0-3 | 22-25, 17-25, 19-25               |
| 21-12                | Montichiari-Vibo Valentia | 1-3 | 26-28, 23-25, 25-16, 20-25        |
| 21-12                | Padova-Pineto             | 3-1 | 22-25, 25-17, 25-19, 25-19        |
| 21-12                | Perugia-Modena            | 1-3 | 22-25, 17-25, 25-23, 18-25        |
| 21-12                | Piacenza-Macerata         | 2-3 | 25-23, 23-25, 25-23, 22-25, 13-15 |
| 21-12                | Trento-Taranto            | 2-3 | 25-21, 22-25, 27-25, 23-25, 12-15 |

| Quattordicesima giornata |                     |     |                                   |
|                          |                     |     |                                   |
| 28-12                    | Cuneo-Vibo Valentia | 3-0 | 25-17, 25-19, 25-20               |
| 28-12                    | Forlì-Trento        | 0-3 | 14-25, 20-25, 20-25               |
| 29-12                    | Macerata-Pineto     | 3-2 | 25-23, 27-25, 24-26, 17-25, 21-19 |
| 28-12                    | Modena-Montichiari  | 1-3 | 20-25, 20-25, 25-21, 15-25        |
| 28-12                    | Perugia-Taranto     | 3-1 | 19-25, 25-17, 25-23, 25-16        |
| 28-12                    | Piacenza-Padova     | 3-1 | 25-14, 19-25, 26-24, 25-22        |
| 28-12                    | Verona-Treviso      | 2-3 | 25-19, 15-25, 23-25, 25-23, 13-15 |

| Quindicesima giornata |                        |     |                            |
|                       |                        |     |                            |
| 03-01                 | Taranto-Macerata       | 3-1 | 25-17, 25-14, 7-25, 25-17  |
| 03-01                 | Montichiari-Perugia    | 0-3 | 22-25, 18-25, 23-25        |
| 03-01                 | Padova-Modena          | 1-3 | 14-25, 25-17, 17-25, 23-25 |
| 03-01                 | Pineto-Cuneo           | 1-3 | 25-17, 19-25, 20-25, 16-25 |
| 03-01                 | Trento-Verona          | 3-0 | 25-17, 25-19, 25-20        |
| 03-01                 | Treviso-Forlì          | 1-3 | 25-23, 19-25, 22-25, 20-25 |
| 03-01                 | Vibo Valentia-Piacenza | 1-3 | 26-28, 19-25, 25-23, 22-25 |

| Sedicesima giornata |                        |     |                                   |
|                     |                        |     |                                   |
| 06-01               | Cuneo-Montichiari      | 3-0 | 25-22, 25-21, 25-20               |
| 06-01               | Forlì-Perugia          | 1-3 | 22-25, 25-23, 23-25, 22-25        |
| 06-01               | Macerata-Vibo Valentia | 3-1 | 25-16, 23-25, 25-20, 26-24        |
| 06-01               | Taranto-Pineto         | 3-2 | 25-22, 25-23, 21-25, 20-25, 15-13 |
| 06-01               | Modena-Verona          | 3-1 | 18-25, 25-23, 25-23, 25-17        |
| 06-01               | Padova-Trento          | 2-3 | 23-25, 26-24, 25-19, 16-25, 9-15  |
| 06-01               | Piacenza-Treviso       | 3-1 | 20-25, 25-22, 25-20, 25-22        |

| Diciassettesima giornata |                      |     |                                   |
|                          |                      |     |                                   |
| 11-01                    | Montichiari-Padova   | 3-0 | 25-23, 25-23, 25-21               |
| 11-01                    | Perugia-Macerata     | 3-2 | 19-25, 29-31, 25-23, 25-23, 15-13 |
| 11-01                    | Piacenza-Cuneo       | 0-3 | 23-25, 23-25, 24-26               |
| 11-01                    | Pineto-Forlì         | 3-2 | 28-26, 23-25, 26-24, 21-25, 15-12 |
| 11-01                    | Trento-Vibo Valentia | 3-0 | 25-22, 25-21, 25-18               |
| 10-01                    | Treviso-Modena       | 3-0 | 25-20, 25-19, 25-18               |
| 12-01                    | Verona-Taranto       | 3-0 | 25-19, 25-22, 25-23               |

| Diciottesima giornata |                      |     |                                   |
|                       |                      |     |                                   |
| 17-01                 | Cuneo-Verona         | 3-1 | 22-25, 25-19, 25-18, 25-21        |
| 18-01                 | Forlì-Montichiari    | 2-3 | 15-25, 25-22, 23-25, 25-16, 12-15 |
| 18-01                 | Macerata-Trento      | 3-0 | 37-35, 29-27, 25-19               |
| 18-01                 | Taranto-Treviso      | 1-3 | 25-23, 18-25, 23-25, 22-25        |
| 18-01                 | Modena-Piacenza      | 1-3 | 25-20, 20-25, 21-25, 21-25        |
| 18-01                 | Padova-Perugia       | 1-3 | 26-28, 25-18, 19-25, 23-25        |
| 19-01                 | Vibo Valentia-Pineto | 3-2 | 25-20, 25-20, 16-25, 23-25, 15-12 |

| Diciannovesima giornata |                       |     |                                   |
|                         |                       |     |                                   |
| 25-01                   | Modena-Cuneo          | 2-3 | 25-18, 25-15, 21-25, 23-25, 12-15 |
| 25-01                   | Montichiari-Taranto   | 3-0 | 25-14, 25-15, 25-23               |
| 26-01                   | Perugia-Vibo Valentia | 3-0 | 25-19, 25-19, 25-22               |
| 25-01                   | Piacenza-Forlì        | 3-0 | 25-22, 25-21, 25-15               |
| 24-01                   | Pineto-Trento         | 0-3 | 20-25, 16-25, 22-25               |
| 25-01                   | Treviso-Padova        | 3-1 | 25-12, 25-20, 24-26, 25-18        |
| 25-01                   | Verona-Macerata       | 3-2 | 20-25, 25-17, 25-21, 17-25, 15-13 |

| Ventesima giornata |                       |     |                                   |
|                    |                       |     |                                   |
| 08-02              | Cuneo-Macerata        | 3-2 | 25-15, 37-39, 17-25, 25-19, 15-9  |
| 08-02              | Forlì-Taranto         | 2-3 | 23-25, 26-24, 25-20, 19-25, 11-15 |
| 09-02              | Padova-Verona         | 2-3 | 25-16, 25-18, 21-25, 18-25, 14-16 |
| 08-02              | Perugia-Piacenza      | 3-0 | 26-24, 25-21, 25-20               |
| 08-02              | Pineto-Montichiari    | 2-3 | 24-26, 25-21, 25-23, 17-25, 10-15 |
| 08-02              | Trento-Modena         | 3-0 | 25-17, 25-23, 25-22               |
| 08-02              | Vibo Valentia-Treviso | 2-3 | 25-27, 25-21, 25-23, 19-25, 10-15 |

| Ventunesima giornata |                       |     |                                   |
|                      |                       |     |                                   |
| 15-02                | Cuneo-Forlì           | 3-1 | 25-19, 28-30, 25-18, 25-22        |
| 15-02                | Macerata-Padova       | 3-0 | 25-18, 25-14, 25-23               |
| 16-02                | Taranto-Vibo Valentia | 0-3 | 21-25, 23-25, 13-25               |
| 15-02                | Modena-Pineto         | 3-0 | 25-21, 26-24, 25-22               |
| 15-02                | Piacenza-Trento       | 0-3 | 22-25, 20-25, 23-25               |
| 15-02                | Verona-Montichiari    | 3-2 | 27-29, 20-25, 25-19, 26-24, 15-11 |
| 15-02                | Treviso-Perugia       | 1-3 | 16-25, 25-21, 20-25, 16-25        |

| Ventiduesima giornata |                      |     |                                   |
|                       |                      |     |                                   |
| 22-02                 | Forlì-Macerata       | 1-3 | 22-25, 25-27, 27-25, 16-25        |
| 22-02                 | Montichiari-Piacenza | 2-3 | 25-22, 25-22, 18-25, 22-25, 11-15 |
| 22-02                 | Padova-Taranto       | 3-0 | 25-18, 25-23, 28-26               |
| 22-02                 | Perugia-Verona       | 3-2 | 23-25, 25-20, 25-16, 21-25, 15-12 |
| 23-02                 | Pineto-Treviso       | 3-2 | 22-25, 25-10, 25-17, 15-25, 20-18 |
| 22-02                 | Trento-Cuneo         | 3-0 | 25-17, 25-17, 25-20               |
| 22-02                 | Vibo Valentia-Modena | 3-0 | 25-23, 25-19, 25-20               |

| Ventitreesima giornata |                      |     |                                   |
|                        |                      |     |                                   |
| 01-03                  | Cuneo-Perugia        | 3-2 | 25-23, 22-25, 25-21, 23-25, 15-11 |
| 01-03                  | Forlì-Padova         | 3-0 | 25-22, 25-20, 25-23               |
| 01-03                  | Macerata-Treviso     | 3-2 | 19-25, 25-21, 25-23, 20-25, 16-14 |
| 01-03                  | Modena-Taranto       | 3-2 | 25-21, 15-25, 25-20, 23-25, 15-13 |
| 01-03                  | Montichiari-Trento   | 3-1 | 25-27, 25-23, 25-23, 25-23        |
| 01-03                  | Piacenza-Pineto      | 3-1 | 25-19, 25-23, 18-25, 25-19        |
| 01-03                  | Verona-Vibo Valentia | 0-3 | 22-25, 20-25, 15-25               |

| Ventiquattresima giornata |                     |     |                                  |
|                           |                     |     |                                  |
| 08-03                     | Macerata-Modena     | 3-0 | 25-19, 25-17, 25-20              |
| 08-03                     | Taranto-Piacenza    | 3-0 | 25-23, 25-17, 26-24              |
| 08-03                     | Padova-Cuneo        | 3-1 | 25-16, 22-25, 25-23, 26-24       |
| 09-03                     | Pineto-Verona       | 3-1 | 25-22, 25-17, 23-25, 25-23       |
| 08-03                     | Trento-Perugia      | 1-3 | 20-25, 21-25, 25-23, 23-25       |
| 08-03                     | Treviso-Montichiari | 2-3 | 25-19, 21-25, 22-25, 25-18, 7-15 |
| 08-03                     | Vibo Valentia-Forlì | 3-0 | 30-28, 25-18, 25-19              |

| Venticinquesima giornata |                      |     |                                  |
|                          |                      |     |                                  |
| 15-03                    | Cuneo-Taranto        | 3-0 | 25-17, 25-18, 25-13              |
| 15-03                    | Forlì-Modena         | 0-3 | 17-25, 28-30, 23-25              |
| 15-03                    | Montichiari-Macerata | 0-3 | 25-27, 17-25, 22-25              |
| 15-03                    | Padova-Vibo Valentia | 0-3 | 22-25, 15-25, 23-25              |
| 15-03                    | Perugia-Pineto       | 3-0 | 25-15, 25-19, 25-19              |
| 15-03                    | Piacenza-Verona      | 3-2 | 25-19, 25-20, 19-25, 23-25, 15-6 |
| 15-03                    | Trento-Treviso       | 3-1 | 25-20, 25-20, 21-25, 25-18       |

| Ventiseiesima giornata |                           |     |                                   |
|                        |                           |     |                                   |
| 22-03                  | Macerata-Piacenza         | 2-3 | 26-24, 25-23, 22-25, 16-25, 6-15  |
| 22-03                  | Taranto-Trento            | 3-2 | 16-25, 32-30, 23-25, 25-21, 15-12 |
| 22-03                  | Modena-Perugia            | 3-0 | 25-23, 25-22, 25-16               |
| 22-03                  | Pineto-Padova             | 0-3 | 23-25, 22-25, 18-25               |
| 18-03                  | Treviso-Cuneo             | 3-0 | 25-19, 25-18, 27-25               |
| 22-03                  | Verona-Forlì              | 3-2 | 25-20, 18-25, 25-23, 15-25, 15-13 |
| 22-03                  | Vibo Valentia-Montichiari | 3-0 | 29-27, 25-17, 25-22               |

#### Classifica
| Pos. | Squadra          | Pt | G  | V  | P  | SV | SP | Ratio | PF   | PS   | Ratio |
| ---- | ---------------- | -- | -- | -- | -- | -- | -- | ----- | ---- | ---- | ----- |
| 1.   | Lube             | 57 | 26 | 19 | 7  | 69 | 34 | 2.029 | 2363 | 2203 | 1.072 |
| 2.   | Trentino         | 56 | 26 | 18 | 8  | 65 | 32 | 2.031 | 2318 | 2086 | 1.111 |
| 3.   | Piemonte         | 53 | 26 | 19 | 7  | 60 | 34 | 1.764 | 2223 | 2075 | 1.071 |
| 4.   | Perugia          | 50 | 26 | 17 | 9  | 58 | 40 | 1.450 | 2260 | 2165 | 1.043 |
| 5.   | Piacenza         | 48 | 26 | 17 | 9  | 56 | 43 | 1.302 | 2293 | 2193 | 1.045 |
| 6.   | Gabeca           | 42 | 26 | 14 | 12 | 51 | 48 | 1.062 | 2270 | 2227 | 1.019 |
| 7.   | Callipo          | 39 | 26 | 14 | 12 | 50 | 46 | 1.086 | 2160 | 2181 | 0.990 |
| 8.   | Treviso          | 38 | 26 | 12 | 14 | 54 | 53 | 1.018 | 2409 | 2346 | 1.026 |
| 9.   | BluVolley Verona | 36 | 26 | 12 | 14 | 52 | 57 | 0.912 | 2341 | 2450 | 0.955 |
| 10.  | Modena           | 33 | 26 | 11 | 15 | 43 | 55 | 0.781 | 2133 | 2219 | 0.961 |
| 11.  | Prisma Taranto   | 28 | 26 | 10 | 16 | 39 | 62 | 0.629 | 2150 | 2298 | 0.935 |
| 12.  | Pineto           | 25 | 26 | 7  | 19 | 39 | 65 | 0.600 | 2250 | 2390 | 0.941 |
| 13.  | Forlì            | 21 | 26 | 6  | 20 | 31 | 66 | 0.469 | 2096 | 2295 | 0.913 |
| 14.  | Sempre Padova    | 20 | 26 | 6  | 20 | 33 | 65 | 0.507 | 2149 | 2287 | 0.939 |

| Qualificate ai play-off scudetto | Retrocesse in Serie A2 |

### Play-off scudetto

#### Tabellone
|  | Quarti di finale | Quarti di finale | Quarti di finale | Quarti di finale | Quarti di finale | Quarti di finale | Quarti di finale |  |  | Semifinali | Semifinali | Semifinali | Semifinali | Semifinali | Semifinali | Semifinali |   |   | Finale   | Finale   | Finale | Finale | Finale | Finale | Finale |  |
|  |                  |                  |                  |                  |                  |                  |                  |  |  |            |            |            |            |            |            |            |   |   |          |          |        |        |        |        |        |  |
|  | 1                | Lube             | Lube             | Lube             | 3                | 3                | 3                |  |  |            |            |            |            |            |            |            |   |   |          |          |        |        |        |        |        |  |
|  | 8                | Treviso          | Treviso          | Treviso          | 0                | 2                | 1                |  |  | Lube       | Lube       | 3          | 2          | 0          | 3          | 2          |   |   |          |          |        |        |        |        |        |  |
|  | 5                | Piacenza         | Piacenza         | Piacenza         | 3                | 3                | 3                |  |  | Piacenza   | Piacenza   | 0          | 3          | 3          | 0          | 3          |   |   |          |          |        |        |        |        |        |  |
|  | 4                | Perugia          | Perugia          | Perugia          | 1                | 1                | 1                |  |  |            |            |            |            |            |            |            |   |   | Piacenza | Piacenza | 2      | 3      | 3      | 0      | 3      |  |
|  | 3                | Piemonte         | 2                | 1                | 3                | 3                | 3                |  |  |            |            | Trentino   | Trentino   | 3          | 1          | 2          | 3 | 2 |          |          |        |        |        |        |        |  |
|  | 6                | Gabeca           | 3                | 3                | 1                | 0                | 0                |  |  | Piemonte   | Piemonte   | Piemonte   | Piemonte   | 2          | 2          | 1          |   |   |          |          |        |        |        |        |        |  |
|  | 7                | Callipo          | Callipo          | Callipo          | 2                | 0                | 2                |  |  | Trentino   | Trentino   | Trentino   | Trentino   | 3          | 3          | 3          |   |   |          |          |        |        |        |        |        |  |
|  | 2                | Trentino         | Trentino         | Trentino         | 3                | 3                | 3                |  |  |            |            |            |            |            |            |            |   |   |          |          |        |        |        |        |        |  |

#### Risultati
| Quarti di finale |                      |     |                                   |
|                  |                      |     |                                   |
| 26-03            | Macerata-Treviso     | 3-0 | 25-21, 25-21, 25-23               |
| 26-03            | Trento-Vibo Valentia | 3-2 | 22-25, 25-19, 23-25, 25-17, 19-17 |
| 30-03            | Cuneo-Montichiari    | 2-3 | 25-16, 27-25, 22-25, 20-25, 13-15 |
| 31-03            | Perugia-Piacenza     | 1-3 | 25-20, 19-25, 20-25, 23-25        |

| 29-03 | Treviso-Macerata     | 2-3 | 23-25, 25-19, 20-25, 25-23, 13-15 |
| 29-03 | Vibo Valentia-Trento | 0-3 | 22-25, 23-25, 19-25               |
| 05-04 | Montichiari-Cuneo    | 3-1 | 21-25, 25-21, 25-15, 25-23        |
| 06-04 | Piacenza-Perugia     | 3-1 | 27-25, 25-19, 19-25, 25-19        |

| 08-04 | Cuneo-Montichiari    | 3-1 | 25-22, 21-25, 25-20, 25-9         |
| 09-04 | Macerata-Treviso     | 3-1 | 21-25, 25-19, 25-22, 25-22        |
| 09-04 | Perugia-Piacenza     | 1-3 | 23-25, 18-25, 25-21, 16-25        |
| 09-04 | Trento-Vibo Valentia | 3-2 | 26-28, 25-14, 21-25, 25-23, 17-15 |

| 11-04 | Montichiari-Cuneo | 0-3 | 22-25, 21-25, 22-25 |

| 15-04 | Cuneo-Montichiari | 3-0 | 25-21, 25-17, 25-23 |

| Semifinali |                   |     |                                   |
|            |                   |     |                                   |
| 18-04      | Macerata-Piacenza | 3-0 | 25-22, 25-15, 25-18               |
| 19-04      | Trento-Cuneo      | 3-2 | 25-19, 25-18, 30-32, 21-25, 15-10 |

| 21-04 | Piacenza-Macerata | 3-2 | 20-25, 25-22, 20-25, 28-26, 15-11 |
| 22-04 | Cuneo-Trento      | 2-3 | 23-25, 20-25, 25-13, 25-17, 8-15  |

| 24-04 | Macerata-Piacenza | 0-3 | 20-25, 20-25, 19-25        |
| 25-04 | Trento-Cuneo      | 3-1 | 20-25, 25-21, 25-12, 25-20 |

| 27-04 | Piacenza-Macerata | 0-3 | 23-25, 18-25, 24-26 |

| 01-05 | Macerata-Piacenza | 2-3 | 19-25, 20-25, 25-13, 25-21, 10-15 |

| Finale |                 |     |                                   |
|        |                 |     |                                   |
| 04-05  | Trento-Piacenza | 3-2 | 25-18, 17-25, 21-25, 25-14, 17-15 |
| 07-05  | Piacenza-Trento | 3-1 | 25-21, 25-18, 20-25, 25-15        |
| 10-05  | Trento-Piacenza | 2-3 | 25-22, 13-25, 25-19, 23-25, 9-15  |
| 13-05  | Piacenza-Trento | 0-3 | 23-25, 11-25, 24-26               |
| 17-05  | Trento-Piacenza | 2-3 | 25-21, 25-20, 21-25, 22-25, 13-15 |

## Verdetti
| Squadra       | Qualificazione           |
| ------------- | ------------------------ |
| Piacenza      | Champions League 2009-10 |
| Trentino      | Champions League 2009-10 |
| Lube          | Champions League 2009-10 |
| Piemonte      | Coppa CEV 2009-10        |
| Perugia       | Challenge Cup 2009-10    |
| Forlì         | Serie A2 2009-10         |
| Sempre Padova | Serie A2 2009-10         |

## Premi individuali
| Premio               | Nome               | Squadra          |
| -------------------- | ------------------ | ---------------- |
| Miglior allenatore   | Angelo Lorenzetti  | Piacenza         |
| Miglior Under-23     | Matteo Martino     | Lube             |
| Miglior pubblico     | -                  | Gabeca           |
| Miglior arbitro      | Massimo Cinti      | -                |
| Miglior realizzatore | Rodrigo Pinto      | Pineto           |
| Miglior ricezione    | Damiano Pippi      | Perugia          |
| Miglior servizio     | Emanuele Birarelli | Trentino         |
| Miglior attaccante   | Wout Wijsmans      | Piemonte         |
| Miglior centrale     | Gustavo Endres     | Treviso          |
| Miglior servizio     | Robert Kromm       | Sempre Padova    |
| Miglior muro         | Johannes Bontje    | BluVolley Verona |
| Miglior attaccante   | Rodrigo Pinto      | Pineto           |

## Statistiche
| Rendimento individuale | Rendimento individuale | Rendimento individuale | Rendimento individuale |
| Pos.                   | Nome                   | Punti                  | Squadra                |
| ---------------------- | ---------------------- | ---------------------- | ---------------------- |
| 1                      | Rodrigo Pinto          | 495                    | Pineto                 |
| 2                      | Michał Łasko           | 486                    | BluVolley Verona       |
| 3                      | Jan Štokr              | 478                    | Perugia                |
| 4                      | Mauro Gavotto          | 476                    | Gabeca                 |
| 5                      | Robert Kromm           | 457                    | Sempre Padova          |
| 6                      | Alessandro Fei         | 452                    | Treviso                |
| 7                      | Igor Omrčen            | 444                    | Lube                   |
| 8                      | Wout Wijsmans          | 427                    | Piemonte               |
| 9                      | Leonel Marshall        | 409                    | Piacenza               |
| 10                     | Robert Horstink        | 407                    | Gabeca                 |

| Attacchi vincenti | Attacchi vincenti | Attacchi vincenti | Attacchi vincenti |
| Pos.              | Nome              | Punti             | Squadra           |
| ----------------- | ----------------- | ----------------- | ----------------- |
| 1                 | Rodrigo Pinto     | 434               | Pineto            |
| 2                 | Mauro Gavotto     | 412               | Gabeca            |
| 3                 | Jan Štokr         | 404               | Perugia           |
| 4                 | Michał Łasko      | 394               | BluVolley Verona  |
| 5                 | Igor Omrčen       | 377               | Lube              |
| 5                 | Alessandro Fei    | 377               | Treviso           |
| 7                 | Robert Kromm      | 364               | Sempre Padova     |
| 8                 | Robert Horstink   | 353               | Gabeca            |
| 9                 | Leonel Marshall   | 352               | Piacenza          |
| 10                | Wout Wijsmans     | 349               | Piemonte          |

| Muri vincenti | Muri vincenti       | Muri vincenti | Muri vincenti    |
| Pos.          | Nome                | Punti         | Squadra          |
| ------------- | ------------------- | ------------- | ---------------- |
| 1             | Johannes Bontje     | 86            | BluVolley Verona |
| 2             | Andrea Sala         | 74            | Gabeca           |
| 3             | Gustavo Endres      | 73            | Treviso          |
| 4             | Sidnei dos Santos   | 72            | Modena           |
| 5             | Marco Piscopo       | 69            | Trentino         |
| 6             | Stefan Hübner       | 66            | Treviso          |
| 7             | Francesco Fortunato | 66            | Piemonte         |
| 8             | Daniel Howard       | 63            | Gabeca           |
| 9             | Luigi Mastrangelo   | 61            | Prisma Taranto   |
| 10            | Simone Buti         | 57            | Pineto           |
| 10            | Michal Rak          | 57            | Piacenza         |

| Battute vincenti | Battute vincenti | Battute vincenti | Battute vincenti |
| Pos.             | Nome             | Punti            | Squadra          |
| ---------------- | ---------------- | ---------------- | ---------------- |
| 1                | Robert Kromm     | 50               | Sempre Padova    |
| 2                | Matej Kazijski   | 45               | Trentino         |
| 3                | Igor Omrčen      | 44               | Lube             |
| 4                | Michał Łasko     | 42               | BluVolley Verona |
| 5                | Cristian Savani  | 39               | Perugia          |
| 6                | Jan Štokr        | 39               | Perugia          |
| 7                | Mauro Gavotto    | 39               | Gabeca           |
| 8                | Vladimir Nikolov | 36               | Piemonte         |
| 9                | Alessandro Fei   | 36               | Treviso          |
| 10               | Wout Wijsmans    | 34               | Piemonte         |

| Ricezioni perfette | Ricezioni perfette   | Ricezioni perfette | Ricezioni perfette |
| Pos.               | Nome                 | Punti              | Squadra            |
| ------------------ | -------------------- | ------------------ | ------------------ |
| 1                  | Alessandro Farina    | 387                | Treviso            |
| 2                  | Antonio Ricciardello | 363                | Prisma Taranto     |
| 3                  | Gianluca Durante     | 339                | Piacenza           |
| 4                  | Goran Vujević        | 321                | Perugia            |
| 5                  | Matteo Martino       | 310                | Lube               |
| 6                  | Andrea Bari          | 307                | Trentino           |
| 7                  | Simone Parodi        | 305                | BluVolley Verona   |
| 8                  | Rafael Fantin        | 302                | Pineto             |
| 9                  | Damiano Pippi        | 299                | Perugia            |
| 10                 | Fosco Cicola         | 298                | Callipo            |

NB: I dati sono riferiti esclusivamente alla regular season.